# Union Internationale des Sciences Préhistoriques et Protohistoriques
Die Union Internationale des Sciences Préhistoriques et Protohistoriques (UISPP) (auch International Union of Prehistoric and Protohistoric Sciences) ist die größte Wissenschaftsorganisation auf dem Gebiet der Ur- und Frühgeschichtsforschung. Dazu gehören die Archäologie, Anthropologie, Paläontologie, Geologie, Zoologie, Botanik, Ökologie, Physik, Chemie, Geographie, Geschichte, Numismatik, Epigraphik, Mathematik und weitere Wissenschaften. Anpassungsmechanismen und die Verhaltensdynamik menschlicher Gesellschaften stehen dabei im Mittelpunkt. Dementsprechend fördert die Organisation multidisziplinäre Ansätze und organisiert alle fünf Jahre internationale Kongresse. Sie wurde am 28. Mai 1931 in Bern gegründet und gehört seit 1955 dem  Internationalen Rat für Philosophie und Humanwissenschaften der UNESCO an. Die Geschichte der Union Internationale des Sciences Préhistoriques et Protohistoriques reicht mindestens bis 1867 zurück.

## Geschichte

### Gründungsphase (ab 1865)
Aus einer Versammlung der Società Italiana di Scienze Naturali ging im September 1865 der Congrès paléoethnologique international (C.P.I.) hervor, der 1867 den Namen Congrès international d'Anthropologie et d'Archéologie préhistoriques (C.I.A.A.P.) übernahm, womit der unmittelbare Vorgänger der heutigen Organisation entstand.
Giovanni Capellini, Präsident der Società Italiana di Scienze Naturali, und Gabriel de Mortillet waren bei der Gründung die treibenden Kräfte; ein Conseil Permanent entstand 1880 bei der Versammlung in Lissabon. Allerdings beendete der Erste Weltkrieg die Serie von jährlich stattfindenden Versammlungen.

### Zentrale Frankreich, Schwerpunktverlagerung auf Anthropologie (ab 1921)
Demzufolge entstand mit dem Institut International d'Anthropologie (I.I.A.) 1921 eine ausschließlich französische Einrichtung, und die fünf Angehörigen des Exekutivkomitees waren dementsprechend allesamt Franzosen. Zudem verlagerte sich das Schwergewicht auf die Anthropologie, während die prähistorische Archäologie nur noch eine kleine Sektion darstellte. Darüber hinaus waren die Angehörigen der besiegten Nationen, also vor allem Deutschlands, Österreichs und der Türkei, von der Vereinigung ausgeschlossen.
Daher blieben viele Wissenschaftler fern und Marcellin Boule, René Verneau, Hugo Obermaier und Pere Bosch i Gimpera versuchten, an die internationale Tradition der C.I.A.A.P. anzuknüpfen. Nach verschiedenen Versuchen des Conseil Permanent, des Permanenten Rates der C.I.A.A.P., und des Exekutivkomitees der I.I.A., die Zusammenarbeit zu verstärken, einigte man sich darauf, dass die 15. Versammlung der C.I.A.A.P und die 4. der I.I.A. gemeinsam 1930 in Portugal stattfinden sollten. So fand dort der „Congrès international d'Anthropologie et d'Archéologie préhistorique“ statt, dem jedoch viele fernblieben, da die Rolle der Prähistorie doch zu marginal erschien.

### GegenorganisationCongrès international des Sciences préhistoriques et protohistoriques(ab 1931)
Dementsprechend beschloss noch im selben Jahr ein „Comité des Cinq“, das aus Gerhard Bersu, Raymond Lantier, Hugo Obermaier, Wilhelm Unverzagt und Pere Bosch i Gimpera bestand, in Berlin über die Einrichtung internationaler Kongresse zur urgeschichtlichen Archäologie zu beraten. Zwischen dem 27. und dem 29. Mai 1931 entstand in Bern eine neue Organisation mit dem Namen Congrès international des Sciences préhistoriques et protohistoriques. Etwa 500 Wissenschaftler versammelten sich im August 1932 unter dem Vorsitz von Sir Charles Reed Peers in London, wobei Anton Wilhelm Brøgger und John Linton Myres gemeinsam als Generalsekretäre fungierten und Vere Gordon Childe, Charles Francis Christopher, Hugh Sadler Kingsford und Courtenay Arthur Ralegh Radford als Sekretäre des Organisationskomitees. Dem Conseil Permanent gehörten Archäologen aus 35 Nationen an.
Es war vorgesehen, die Tagungen des Congrès international des Sciences préhistoriques et protohistoriques alle vier Jahre abzuhalten, im zweijährigen Wechsel mit den Tagungen der ebenfalls aus dem C.I.A.A.P. hervorgegangenen Schwesterorganisation Congrès international des Sciences anthropologiques et ethnologiques. Demgemäß fand der zweite Kongress, diesmal unter dem Vorsitz von Anton Wilhelm Brøgger, 1936 in Oslo statt, doch kam es dort zu Auseinandersetzungen mit deutschen und italienischen Prähistorikern, die dem Nationalsozialismus bzw. Faschismus nahestanden. Der für 1940 in Budapest vorgesehene Kongress unter Leitung von Ferenc von Tompa fiel dem Krieg zum Opfer.
Erst 1950 konnte der Kongress in Zürich stattfinden, diesmal unter der Präsidentschaft von Emil Vogt. Bedingt durch die Abwesenheit der Osteuropäer erschienen dort jedoch nur etwa 250 Archäologen. Wieder wurde ein Exekutivkomitee eingerichtet und Emil Vogt sein provisorischer Sekretär. 1952 folgte ihm Siegfried J. De Laet, ebenso wie als Generalsekretär des Exekutivkomitees.

### Anschluss an UNESCO-Organisation, heutiger Name (ab 1954)
Beim 4. Kongress, der 1954 in Madrid stattfand, war Luis Pericot Garcia der Präsident, der den 1951 verstorbenen designierten Präsidenten Blas Taracena Aguirre ersetzte. Wieder versammelten sich etwa 500 Wissenschaftler, und Vertreter aus 51 Ländern wurden in das Conseil Permanent gewählt. Nach langen Debatten schloss man sich dem Internationalen Rat für Philosophie und Humanwissenschaften an, was den Zugriff auf Mittel der UNESCO für Forschungsinitiativen ermöglichte. Diese Affiliation machte es zudem im Juli 1956 notwendig, den Namen erneut zu ändern, diesmal in die bis heute so benannte Union internationale des Sciences préhistoriques et protohistoriques.
Die Zahl der Teilnehmer an den Kongressen stieg kontinuierlich an, bis in Nizza etwa 3500 Wissenschaftler anwesend waren, was wiederum das Conseil Permanent vergrößerte, dem inzwischen 250 Forscher aus über 100 Ländern angehörten. Dabei fand der 5. Kongress in Hamburg 1958 statt, der 6. im Jahr 1962 in Rom, der 7. in Prag 1966, der nachfolgende in Belgrad 1971. Von nun an fanden entsprechend den Regularien der UNESCO große Versammlungen nur noch alle fünf Jahre statt. Dementsprechend versammelte man sich 1976 in Nizza, 1981 in Mexiko-Stadt, wo Jacques Nenquin zum Generalsekretär gewählt wurde, der diesen Posten nach dem Tod von Ole Klindt-Jensen bereits 1980 provisorisch übernommen hatte.
Insbesondere seit dem 5. Kongress in Hamburg etablierten sich die Kongresse der UISPP zudem als ein Forum, das Wissenschaftlern aus Ost und West trotz des Kalten Krieges einen regelmäßigen Austausch gestattete, was vor allem durch das Festhalten am Prinzip intellektueller Neutralität ermöglicht wurde, welches die Teilnehmer explizit nicht als Vertreter eines Staates oder einer Regierung behandelte.

### Abspaltung der Briten wegen Südafrikaboykott (1986/87)
Der 11. Kongress fand 1987 in Mainz statt. Er sollte eigentlich 1986 in Southampton und London unter der Präsidentschaft von John Davies Evans stattfinden, doch wurde er durch ein Votum des Conseil Permanent 1986 verlegt. Das britische Organisationskomitee hatte nämlich 1985 beschlossen, die südafrikanischen Wissenschaftler auszuschließen. Da dieser Beschluss den Statuten entgegenstand, zugleich in Widerspruch zu eigenen Beschlüssen, keine Diskriminierung zuzulassen, und zudem weder das Conseil Permanent noch das Comité Exécutif oder sein Generalsekretär befragt worden waren, trennten sich die Organisationen. Der in Southampton abgehaltene Kongress fand unter dem Namen „World Archaeological Congress“ statt. Das Conseil Permanent und das Comité Exécutif erkannten die neue Organisation genauso wenig an wie die UNESCO. Trotz dieser schwierigen Trennung und der unterschiedlichen Zielsetzungen kam es in der Folge zu einer Wiederannäherung beider Organisationen und arbeiteten die UISPP und der World Archaeological Congress wiederholt zusammen, wo sich ihre jeweiligen Ziele überschnitten.

### Weiteres Anwachsen, Schwerpunkt Europa und globales Ausgreifen
Als 1991 in Bratislava unter der Präsidentschaft von Bohuslav Chropovsky der nächste Kongress stattfand, ergaben sich durch die Teilung der Tschechoslowakei erhebliche Dissonanzen, die jedoch überbrückt werden konnten. Beim 13. Kongress von 1996 in Forlì waren mehr als 3000 Personen eingeschrieben, wobei mehrere ergänzende Veranstaltungen stattfanden, wie ein Filmfestival oder Ausstellungen. Jacques Nenquin zog sich aus seinen Ämtern zurück, ihm folgte Jean Bourgeois.
Mit dem nächsten Tagungsort Lüttich wurde für 2001 Pierre P. Bonenfant Präsident und Marcel Otte Sekretär des nationalen Komitees. Die Akten füllten 40 Bände. Als 15. Kongressort wurde für 2006 Lissabon bestimmt; Präsident und Sekretär des nationalen Komitees wurden Vitor Oliveira Jorge bzw. Luiz Oosterbeek. Jean Bourgeois wurde erneut zum Generalsekretär gewählt. Der Lissaboner Kongress hinterließ 49 Bände, man wählte für 2011 Brasilien als Tagungsort, wobei Rossano Lopes Bastos Sekretär und Pedro Shmitz Präsident sein sollten. Dort zog sich Jean Bourgeois aus dem Amt des Generalsekretärs zurück. Ihm folgte Luiz Oosterbeek.
Der 16. Kongress fand 2011 im brasilianischen Florianópolis unter Teilnahme von mehr als tausend Wissenschaftlern, überwiegend aus Lateinamerika, statt. Angesichts der Tatsache, dass so viele Wissenschaftler aus Europa stammten, sollten die Intervalle zwischen den dortigen Kongressen verkürzt werden, und dennoch alle sechs Jahre ein Kongress außerhalb Europas stattfinden. Der 17. Kongress fand im Jahr 2014 in Burgos unter der Präsidentschaft von Emiliano Aguirre statt, Leiter des wissenschaftlichen Komitees war Martín Almagro Gorbea. Der 18. Kongress sollte 2017 in Melbourne stattfinden, wurde jedoch aufgrund organisatorischer Schwierigkeiten nach Paris verlegt und um ein Jahr auf 2018 verschoben. Der ursprünglich für 2020 im marokkanischen Meknès geplante 19. Kongress wurde aufgrund der Covid-19-Pandemie ebenfalls zunächst um ein Jahr verschoben und fand 2021 wegen der weiterhin geltenden pandemiebedingten Reisebeschränkungen dann als rein virtuelle Veranstaltung statt.
Der 20. Kongress wurde 2023 im rumänischen Timișoara abgehalten. Als zusätzliche Plattform für den internationalen Austausch zwischen Wissenschaftlern beschloss das Exekutivkomitee während des Kongresses in Timișoara, Kontinentalkongresse als ein neues Format mit spezifischem geographischen Schwerpunkt zu etablieren, die als Inter-Kongresse zwischen den regelmäßigen Weltkongressen abgehalten werden. Der erste Kontinentalkongress der UISPP wird sich auf Asien konzentrieren und 2025 an verschiedenen Veranstaltungsorten im indonesischen Java stattfinden.

## Übersicht der CISPP und UISPP-Kongresse
| Erster Kongress            | London, Vereinigtes Königreich | 1.–6. August 1932                          |
| Zweiter Kongress           | Oslo, Norwegen                 | 3.–8. August 1936                          |
| Dritter Kongress           | Zürich, Schweiz                | 14.–19. August 1950                        |
| Vierter Kongress           | Madrid, Spanien                | 21.–27. April 1954                         |
| Fünfter Kongress           | Hamburg, Westdeutschland       | 24.–30. August 1958                        |
| Sechster Kongress          | Rom, Italien                   | 29. August – 3. September 1962             |
| Siebter Kongress           | Prag, Tschechoslowakei         | 21.–27. August 1966                        |
| Achter Kongress            | Belgrad, Jugoslawien           | 9.–15. September 1971                      |
| Neunter Kongress           | Nizza, Frankreich              | 13.–18. September 1976                     |
| Zehnter Kongress           | Mexiko-Stadt, Mexiko           | 19.–24. Oktober 1981                       |
| Elfter Kongress            | Mainz, Westdeutschland         | 31. August – 4. September 1987             |
| Zwölfter Kongress          | Bratislava, Tschechoslowakei   | 1.–7. September 1991                       |
| Dreizehnter Kongress       | Forlì, Italien                 | 8.–14. September 1996                      |
| Vierzehnter Kongress       | Lüttich, Belgien               | 2.–8. September 2001                       |
| Fünfzehnter Kongress       | Lissabon, Portugal             | 4.–9. September 2006                       |
| Sechzehnter Kongress       | Florianópolis, Brasilien       | 4.–10. September 2011                      |
| Siebzehnter Kongress       | Burgos, Spanien                | 1.–7. September 2014                       |
| Achtzehnter Kongress       | Paris, Frankreich              | 4.–9. Juni 2018                            |
| Neunzehnter Kongress       | Meknes, Marokko                | 2.–7. September 2021                       |
| Zwanzigster Kongress       | Timișoara, Rumänien            | 5.–9. September 2023                       |
| Einundzwanzigster Kongress | Poznań, Polen                  | geplant für 31. August – 4. September 2026 |

## Veröffentlichungen der UISPP
Seit den 1950er Jahren erscheinen unter der Schirmherrschaft der UISPP neben den Tagungsbänden ihrer Kongresse auch mehrere internationale Monographienreihen. Diese widmen sich vor allem der systematischen Vorlage archäologischer Primärquellen (Inventaria Archaeologica, Prähistorische Bronzefunde, Fiches typologiques de l'industrie osseuse préhistorique), daneben aber auch spezifischen Themen wie etwa dem Klimawandel (Human Societies facing Climate Change).
Seit 2018 gibt die UISPP zudem die kreuzgutachtende und frei zugängliche Online-Zeitschrift Journal of the International Union of Prehistoric and Protohistoric Sciences / Revue de l'Union Internationale des Sciences Préhistoriques et Protohistoriques (Kurztitel: UISPP Journal) heraus.